# Junta de Río de Losa
Junta de Río de Losa fue un municipio español de la provincia de Burgos. Desapareció en 1981, cuando se incorporó al de Valle de Losa.

## Toponimia
El nombre del municipio puede encontrarse como Junta de Río de Losa, Junta de Rioseria, Junta de Riosirca y Junta de Río Losa.

## Historia
Hacia mediados del siglo XIX, el municipio, que incluía las localidades de Río de Losa, Villaluenga, San Llorente, San Pantaleón y Quintanilla la Ojada, tenía contabilizada una población de 140 habitantes. Aparece descrito en el decimotercer volumen del Diccionario geográfico-estadístico-histórico de España y sus posesiones de Ultramar de Pascual Madoz con las siguientes palabras:

RIO DE LOSA ó RIOSERIA (junta de): en la prov. de Búrgos, part. jud. de Villarcayo: se compone de 5 pueblos llamados Rio de Losa, Villaluenga, San Llorente, San Pantaleon y Quintanilla lo Ojada, que forman un solo ayunt. cuya cap. es Rio de Llosa. pobl. oficial: 42 vec., 140 alm.: en cuanto á la riqueza y contr. (V. el cuadro sinóptico del part.).
(Madoz, 1849, p. 480)

El municipio de Junta de Río de Losa desapareció en 1981, al incorporarse al de Valle de Losa.

## Demografía
| Gráfica de evolución demográfica de Junta de Río Losa entre 1842 y 1981 |
| |
| Población de derecho según los censos de población del INE. Población de hecho según los censos de población del INE.En este censo se denominaba Junta de Río Losa o Ríosirca: 1842. Entre el censo de 1991 y el anterior, este municipio desaparece porque se agrupa en el municipio Valle de Losa. |